# Glypta salsolicola
Glypta salsolicola là một loài tò vò trong họ Ichneumonidae.